# Il Cid (Pacini)
Il Cid è un'opera in tre atti di Giovanni Pacini, su libretto di Achille de Lauziers. La prima rappresentazione ebbe luogo al Teatro alla Scala di Milano nel carnevale 1853.

## Trama
La trama segue più o meno fedelmente gli avvenimenti narrati nell'omonimo lavoro di Corneille. Rodrigo e Climene si amano, ma il padre di lui, Diego, subisce un oltraggio dal padre di lei, Gomez; dunque è compito di Rodrigo vendicare il padre a duello contro Gomez, nel quale emerge vincitore. Climene però adesso, pur continuando ad amare Rodrigo, pretende dal re Fernando la testa dell'uccisore del padre. La situazione si complica quando Rodrigo respinge un'invasione di Mori, guadagnandosi il titolo di Cid, 'signore', e dunque diviene un eroe acclamato da tutti. Il finale è però differente, perché la fanciulla minaccia di uccidersi, divorata dai suoi affetti contrastanti; alla fine, però, grazie all'amore di Rodrigo muta consiglio e può convolare a nozze col suo amato.

## Struttura musicale
- Preludio

### Atto I
- N. 1 - Introduzione Egli giunge! quel grido festivo (Coro, Gomez, Climene)
- N. 2 - Terzetto S'io l'amo? Ah tu comprenderlo (Climene, Rodrigo, Gomez)
- N. 3 - Coro Viva Fernando, gloria d'Iberia
- N. 4 - Cavatina Sulla fronte tua gemmata (Diego, [Re])
- N. 5 - Duetto Figlio, figlio ti ravviso (Diego, Rodrigo)

### Atto II
- N. 6 - Introduzione Proseguite. / I due campioni (Re, Coro, Alonzo)
- N. 7 - Finale II Sol mio padre in terra avea (Climene, Diego, Re, Rodrigo, Alonzo, Edita, Coro)

### Atto III
- N. 8 - Coro e Aria Qual viola gentil tocca dal gelo - Il dolor fu troppo orrendo (Climene, Coro)
- N. 9 - Coro Gloria al più gran guerriero
- N. 10 - Aria Vincer no, morir con gloria (Rodrigo, [Re, Diego], Coro)
- N. 11 - Finale III No, lasciarmi tu non vuoi (Rodrigo, Climene, Re, Diego, Alonzo, Coro)